# Rolex Oysterquartz

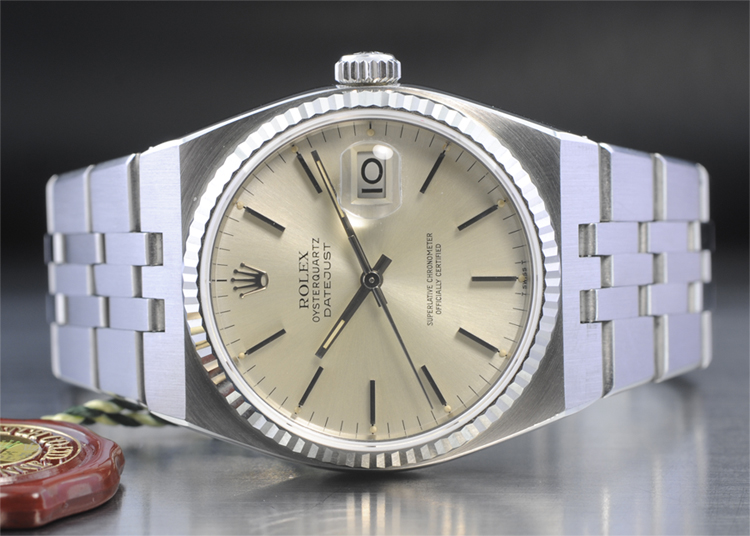
Rolex Datejust Oysterquartz

Il Rolex Datejust Oysterquartz è un orologio prodotto dalla Rolex.

## Storia
Alla fine degli anni settanta nella piena crisi dell'orologeria svizzera, i giapponesi invadono i mercati mondiali con gli orologi al quarzo, la Maison ginevrina decide di proporre una nuova linea di orologi per combattere questo fenomeno. Pur non stravolgendo la tradizione d'azienda produttrice di orologi meccanici, si affaccia ai mercati internazionali e soprattutto a quelli asiatici cercando di mantenere vivo l'interesse  per l'alta orologeria svizzera, che sembrava in quel momento essere totalmente assorbito dagli orologi al quarzo giapponesi.
La progettazione di questo modello risale agli inizi degli anni settanta, quando la Rolex capì che questo tipo di prodotto poteva in qualche modo, come si verificò nei successivi anni, affermarsi sul mercato. Il design del Rolex Datejust Oysterquartz si distacca totalmente dalla linea classica e sviluppa forme tipiche per quell'epoca: cassa totalmente squadrata, bracciale integrato con finiture satinate e lucide, vetro zaffiro.
Per quanto riguarda i materiali  con cui viene prodotto quest'orologio, la Rolex realizza l'intera gamma utilizzando l'acciaio con lunette in oro bianco, la versione mista acciaio e oro giallo e il modello totalmente in oro. Inizialmente questo Datejust è poco apprezzato soprattutto in Europa, al contrario è molto ricercato nei mercati americani e asiatici. Trova una sua seconda vita quando alla fine del millennio la Rolex decide di toglierlo dal suo catalogo e quindi chiudere un'epoca, quella dei movimenti al quarzo, che dura poco meno di tre decenni. Il Rolex Datejust Oysterquartz inizia immediatamente a comparire sui cataloghi delle più importanti case d'asta di orologi divenendo merce pregiata per il mercato del collezionismo.